# 相鉄高速バスセンター
相鉄高速バスセンター（そうてつこうそくバスセンター）は、神奈川県横浜市神奈川区鶴屋町1丁目4-3にかつて存在した、相模鉄道（現：相鉄バス）のバスターミナルである。横浜駅に近接しており、立体駐車場・待合室・更衣室・洗面所・コインシャワーなどの設備があった。

## 概要
相模鉄道による高速バスの運行開始に伴い、相鉄鶴屋町駐車場内に1990年10月19日に開設。当地は、かつて相鉄バス鶴屋町操車場（旧：横浜営業所）があった場所で、横浜駅西口から徒歩約5分の距離に位置していた。
相鉄・相鉄自動車および共同運行会社の高速バスが発着していた。当バスセンター発着の高速バスは、全便「横浜駅西口」停留所も経由していた。
相鉄の高速バス事業完全撤退に伴い、2008年9月2日に廃止された。
その後は、横浜駅西口バス折り返し場となり、転回場のバス転車台も使い続けられていた。2011年1月4日には、ビルの1階に横浜鶴屋町案内所が開設されたが、横浜駅きた西口鶴屋地区第一種市街地再開発事業と、JR横浜タワーとJR横浜鶴屋町ビルとの連絡通路の建設に伴い、2018年3月16日に営業終了した。跡地には、交通広場が建設される計画になっている。

## バス路線

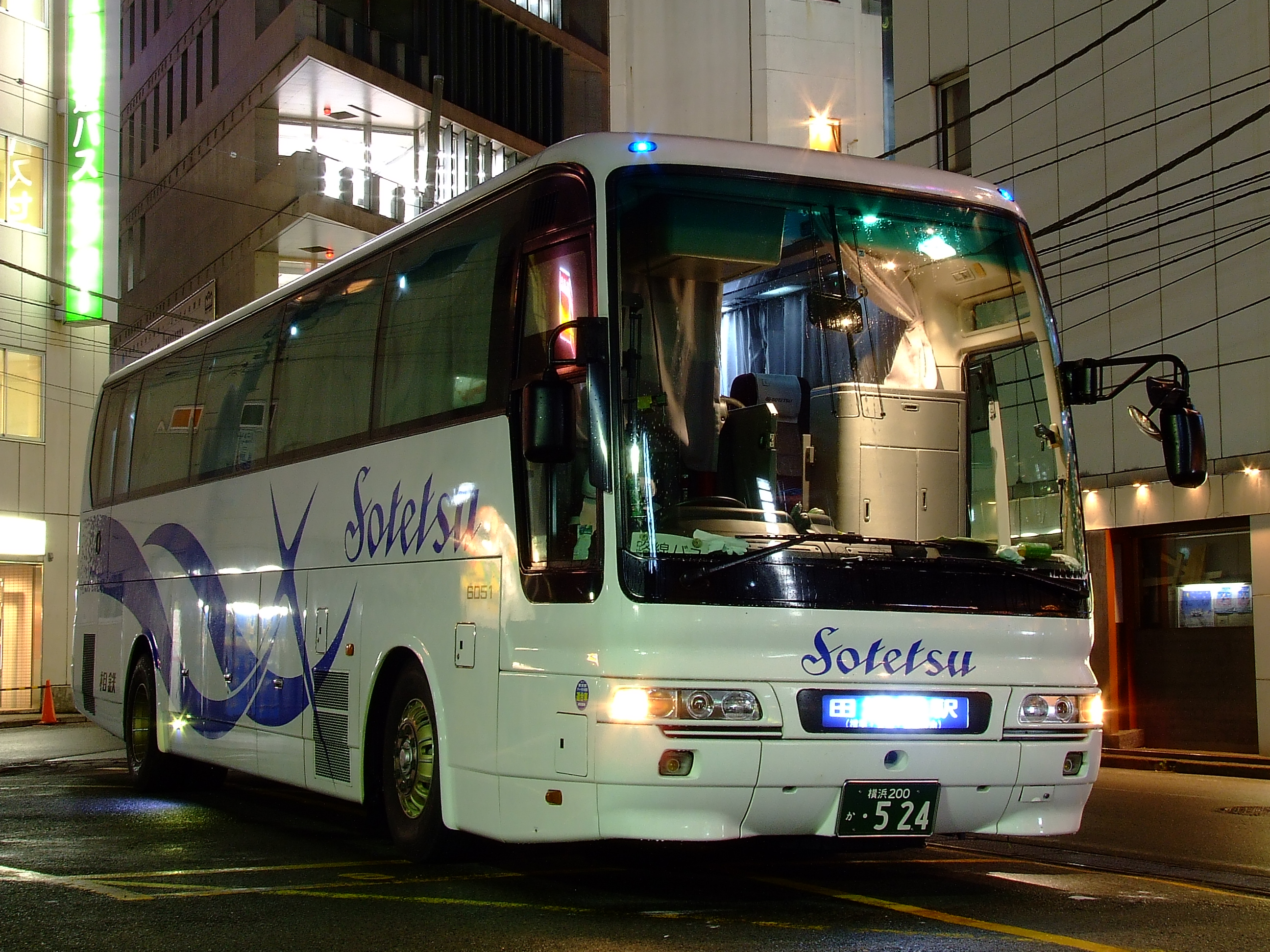
相鉄高速バスセンターに停車しているレイク＆ポート号

バスターミナル廃止直前まで発着していた高速バス路線。
- 昼行〈レイクライナー〉河口湖 - 横浜線（相鉄自動車、フジエクスプレス）
  - （桜木町駅）- 横浜駅西口 - 富士急ハイランド - 河口湖駅 -（富士山五合目）
- 夜行〈レイク&ポート号〉：横手・田沢湖にアクセス（相模鉄道、羽後交通）
  - 相鉄高速バスセンター - 横浜駅西口 - 浜松町バスターミナル - 横手バスターミナル - 大曲バスターミナル - 羽後交通角館営業所 - 田沢湖駅前